# Beles (rivière)
Pour les articles homonymes, voir Beles.

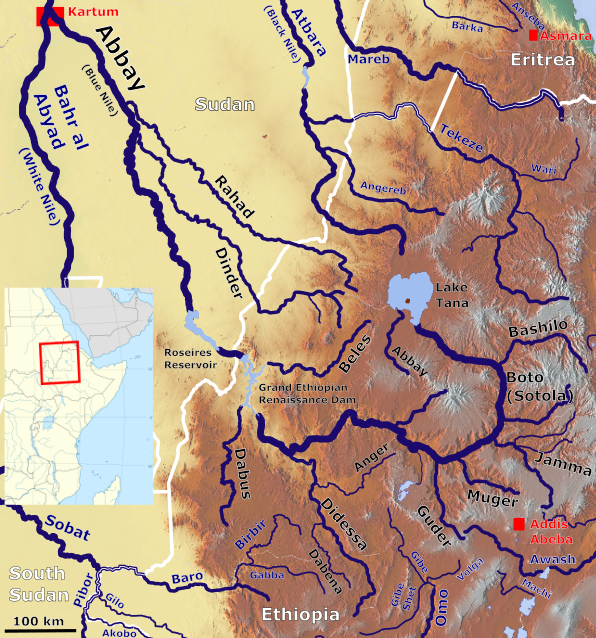
Carte montrant le bassin de l'Abbay, avec la rivière Beles.

Le Beles (Kusa en gumuz) est une rivière de l'Ouest de l'Éthiopie. Affluent de la rivière Abay (mieux connue sous le nom de Nil Bleu), le Beles prend sa source dans le woreda Dangur et coule en direction sud-ouest jusqu'à son confluent. Son bassin versant fait environ 14 200 kilomètres carrés.

## Cours
La source est située 15 km à l'ouest du lac Tana, à une altitude de 2 100 m au-dessus du niveau de la mer. L'embouchure de la rivière Beles dans le Nil Bleu est située environ 40 km en amont du Grand barrage de la Renaissance.

## Eau transférée du lac Tana
Depuis la mise en service de la centrale hydroélectrique de Tana Beles, le Beles reçoit l'eau du lac Tana via le transfert d'eau interbassins Tana Beles, qui doit être utilisé dans une série de projets d'irrigation sous la centrale électrique. À cet effet, une série de barrages ont été construits.
Ces importants transferts d'eau du lac Tana vers la rivière Beles affectent le mouvement des personnes, l'hydrogéomorphologie et l'écologie de la rivière. L'étude d'impact environnemental du projet hydroélectrique de Beles est cependant considérée comme une formalité et est introuvable.
Les impacts sociaux du transfert d'eau Tana-Beles ont été étudiés et les résultats ont été publiés dans le très médiatisé Journal of Hydrology (en) : les augmentations dangereusement élevées du débit de la rivière Beles ont conduit à la noyade de 250 personnes. Entre 2010 et 2018. Les impacts négatifs sur les moyens de subsistance ruraux sont cependant éclipsés par les objectifs de développement national (production d’électricité). Les coûts externes (faire face aux dommages) sont supportés par la population locale, qui a un faible pouvoir de négociation.